# Normandiai Emma angol királyné

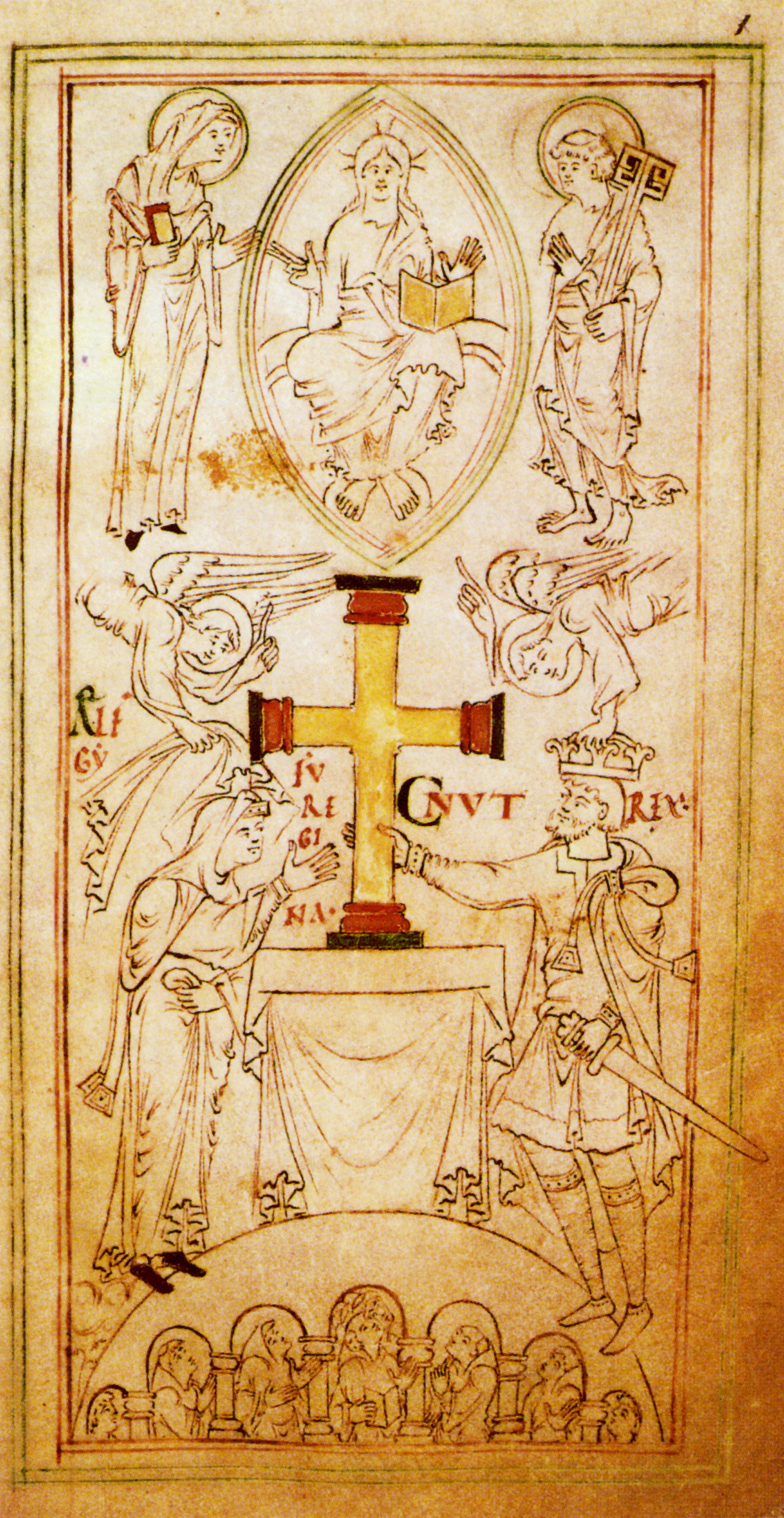
Emma et Knut offrent en 1031 une croix d'or et d'argent au New Minster de Winchester (Liber Vitae de New Minster, British Library Stowe 944, fol 6 r)

Normandiai Emma angol királyné 985 körül született, I. (Bátor) Richárd normandiai herceg és második felesége, Gunnora leányaként, Normandiában. A dán felmenőkkel rendelkező szülők évekig szeretők voltak, gyermekeik még házasságon kívül születtek, ám őket az esküvő után törvényesítették.
Emma testvérei:
- Richárd (978-1026), később II. Richárd néven Normandia hercege lett
- Róbert (989-1037), Evreux grófja és Rouen érseke
- Mauger, Corbeil grófja
- Matild (1006-ban halt meg), II. Odó blois-i gróf felesége lett
- Hawise (977-1034. február 21.), ő I. Gotfrid bretagne-i herceg hitvese lett
- Papia hercegnő
- Vilmos, Efu grófja

Emma féltestvérei (apja házasságon kívül született gyermekei):
- Gotfrid (962-1010)
- Vilmos (972-1057. január 26.)
- Beatrix, Montvilliers apácafőnöknője (1034-ben hunyt el)
- Papia

1002-ben, körülbelül 17 évesen nőül ment a 34 esztendős II. Æthelred angol királyhoz, akinek ő már a második felesége volt.
A házaspárnak három közös gyermeke született:
- Hitvalló Eduárd herceg (1003 vagy 1005 - 1066. január 4. vagy 5.)
- Ælfred Æþeling herceg (1036-ban halt meg)
- Angliai Goda hercegnő (1004–1047)

Esküvője után felvette az angolosabban hangzó Ælfgifu nevet, melyet onnantól kezdve a hivatalos eseményeken és oklevelek aláírásánál használt. 
1013-ban II. Æthelred Emmát és gyermekeiket Normandiába küldte, az asszony bátyjához, II. Richárd normandiai herceghez, hogy biztonságban tudja őket az ún. Sweyn-inváziótól. A király hamarosan családja után utazhatott, s csak azután mehettek vissza Angliába, hogy Sweyn Forkbeard 1014. február 3-án meghalt.
Ezek után a király első házasságából származó, legidősebb fia, Æthelstan Ætheling ráébredt arra, hogy ha apja meghal, talán majd meg kell harcolnia a koronáért, Emma fiaival szembekerülve, ugyanis dokumentumok bizonyították, hogy a király előrébb sorolta a trónöröklési rendben első feleségétől született fiait, mint az Emmától született két herceget. Csakhogy 1014. június 25-én meghalt a körülbelül 30 éves Æthelstan Ætheling, így Emma igyekezett kieszközölni saját, idősebbik fia, a csupán 10 esztendős Eduárd trónra jutását. Célja mielőbbi elérése reményében az özvegy királyné minden bizalmát néhai férje leghűségesebb tanácsadójába, Eadric Streona-ba helyezte, aki Mercia tartomány elöljárójaként tevékenykedett, s aki hajlandó volt Emma mellé állni a trónviszály kapcsán. (Emma férje 1016. április 23-án, körülbelül 50 évesen távozott az élők sorából.)
Emma nem volt hajlandó elismerni a néhai Æthelstan Ætheling öccsét, a körülbelül 28 esztendős Edmund Ironside-ot mint Anglia új uralkodóját, habár a herceget rengetegen támogatták trónkövetelése kapcsán. Edmund még 1015-ben fellázadt atyja ellen, minek következtében a néhai Sweyn fiának, Knutnak sikerült megszállása alá vonnia Angliát. Az asszony férjének Londonban egy darabig még volt ereje szembeszállni (Nagy) Knuttal, ám közben Emma megözvegyült, Edmund pedig még az év november 30-án követte apját a sírba.
Ezek után Londonban Emma sajnos már nem sokáig tudott egymaga harcba szállni Knuttal, ezért az asszony felajánlotta a férfinak, hogy nőül megy hozzá, ha fiai, Eduárd és Ælfred Æþeling biztonságban Normandiába költözhetnek. A frigy létre is jött, amivel Emma megmentette fiai életét, ugyanis trónjára nézve Knut már nyilván nem érezte őket annyira fenyegetőnek, ha elég messze költöztek Angliától. Az akkor körülbelül 26 esztendős Knut addigra már elvált ember volt, egy leány és két fiú édesapja. Emmát 1017-ben vette feleségül, aki egy fiúval és egy leánnyal ajándékozta meg új férjét:
- II. Hardeknut dán király (1018–1042. június 8.)
- Dániai Gunhilda (1020–1038. július 18.)

Knut 1016. április 23-tól kezdte meg uralkodását, s 1017. január 6-án, Londonban koronázták meg. Uralkodása első éveiben időnként még megkérte Emmát, hogy tanúként részt vegyen rendeletek hitelesítésénél, ám 1020 körül már jóval több beleszólást kapott a politikai ügyek intézésébe. Akárcsak az őt követő királynék, Emma is szívvel-lélekkel patronálta a papság érdekeit, Peterborough-i Ælfsige apát pedig az asszony legközelebbi tanácsadói közé kerülhetett be. A kontinens egyházi méltóságaival is jó kapcsolatba került a királyné, akik mélységesen tisztelték őt, de főleg elhunyt férje emlékét, akit csak ,, igaz keresztény király "-ként emlegettek.
Az Emma politikai szerepvállalásáról szóló ún. Encomium Emmae Reginae igen dicsérően nyilatkozik az asszony intelligenciájáról. (Emma politikai éleslátása második férjének is feltűnt, ami miatt csak még jobban megszerette új hitvesét.)
Házasságuk pozitív irányba változott azóta, hogy évekkel korábban, lényegében kényszerből összekötötték életüket. Gyöngéd kapcsolat szövődött férj és feleség között, ráadásul a külügyek is szerencsésen alakultak, mivel Knut képes volt tartósan sakkban tartani a kontinens fenyegető, idegen királyságait is.
1035. november 12-én, körülbelül 45 éves korában meghalt Knut király, Emma Normandiába száműzött két fia 1036-ban pedig most már biztonságban visszatérhetett Angliába, rég nem látott anyjához. Ez az esemény Knut (első házasságából származó) fiát, Haroldot igen érzékenyen érintette, aki attól félt, ha Emma két fia visszatér Angliába, az asszony előbb-utóbb eléri majd férjénél, hogy az idősebbiket, Eduárd-ot tegye meg az angol korona trónörökösévé. Harold helyzeti előnyben érezte magát ahhoz, hogy apja halála után, ha kell, erővel megszerezze magának az angol trónt, ugyanis a herceg maga mögött tudhatta ehhez az angol nemesség jó részét. (Harold bátyja, Svein Knutsson lett 1030-ban Norvégia uralkodója.)
Emma és Knut közös fiának, Harthacnut hercegnek számos ellensége volt Skandináviában, köztük az az Alfréd is, akit egy csata alkalmával megadásra kényszerített, majd kegyetlen módon meg is vakíttatott. (Alfréd nem sokkal később belehalt súlyos sérüléseibe.) Látva féltestvére bosszúálló természetét, Eduárd jobbnak látta, ha visszatér anyja szülőföldjére, Normandiába. Emma hamarosan követte fiát, s előbb Bruges-be, majd pedig a Flamand Grófságba távozott. A grófi  udvarban eltöltött időszak folyamán írta meg a királyné a már említett Enconium Emmae című visszaemlékezéseit.
Emma és Knut fia, Harthacnut 1040-ben hadjáratra készülődött, hogy hosszú távra megoldja dániai birtokai katonai védelmét az ellenség támadásaival szemben. Ezután Harthacnut magához vette Flandriában élő édesanyját, s együtt tértek vissza Angliába. I. Harold király halála után, 1040-ben rendeződni látszott a trónöröklés sorsa, Emma pedig hatalma alá vonta a Wessex-i Királyságot mint régens, fia, Eduárd nevében, aki hivatalosan egy év múlva lépett újra Anglia földjére.
Harthacnut ekkor hajlandó volt kompromisszumot kötni féltestvérével, Eduárd herceggel. Kijelentette, hogy amennyiben neki magának nem születne fiú örököse, halála után Eduárd lehet majd Anglia új királya. 1042. június 8-án Harthacnut meghalt, körülbelül 24 éves korában, helyét a trónon pedig ígérete szerint Eduárd herceg vette át. (Harthacnut nem nősült meg és gyermekei sem születtek.)
Emma visszautazott Angliába, ám viszonya Eduárddal nagyon megromlott, amiatt, hogy az asszony nyíltan vállalta, hogy szövetségeséül fogadta I. Magnus-t, azaz Magnus Olafsson-t, Norvégia és Dánia királyát, Anglia két rivális királyságának urát. Ez azt feltételezi, hogy Emma valami okból nyilván nem szerette annyira az első házasságából származó gyermekeit, mint akiket Knut királynak szült.
A kétszeresen is megözvegyült királyné 1052. március 6-án, körülbelül 66 éves korában távozott az élők sorából, az angliai Hampshire megyében, Winchester városában. Tizennégy év múlva egyik rokonát, Hódító Vilmost koronázták Anglia királyává, akinek apai dédapja volt Emma édesapja, I. Richárd normandiai herceg.